# Eucyrtopogon kelloggi
Eucyrtopogon kelloggi là một loài ruồi trong họ Asilidae. Eucyrtopogon kelloggi được Wilcox miêu tả năm 1936. Loài này phân bố ở vùng Tân Bắc giới.